# Ocean Network Express
Ocean Network Express Holdings, Ltd. (ONE) er et japansk containerrederi- og shippingvirksomhed. ONE har 240 containerskibe med en samlet kapacitet på 1,4 mio. TEU.
Virksomheden blev etableret i 2016 som et joint venture mellem Nippon Yusen Kaisha (NYK), Mitsui O.S.K. Lines (MOL) og K Line.